# Winthemia diversoides
Winthemia diversoides là một loài ruồi trong họ Tachinidae.